# جانیک اشنایدر
جانیک اشنایدر (انگلیسی: Jannik Schneider؛ زادهٔ ۱۲ فوریهٔ ۱۹۹۶) بازیکن فوتبال اهل آلمان است.
از باشگاه‌هایی که در آن بازی کرده‌است می‌توان به باشگاه فوتبال اس‌سی فورتونا کلن اشاره کرد.